# مينو ويليمز
مينو ويليمز (بالهولندية: Menno Willems)‏ هو لاعب كرة قدم هولندي في مركز الدفاع، ولد في 10 مارس 1977 في أمستردام في هولندا. لعب مع أياكس أمستردام ودين بوستش وسبارتا روتردام وغريمسبي تاون وغو أهد إيغلز وفيتيسه آرنهم ونادي هارلم.

## وصلات خارجية
- مينو ويليمز على موقع الاتحاد الدولي (مؤرشف)  (الإنجليزية)
- مينو ويليمز على موقع قاعدة بيانات كرة القدم.إي يو (الإنجليزية)
- مينو ويليمز على موقع Soccerbase.com (لاعب) (الإنجليزية)
- مينو ويليمز على موقع عالم كرة القدم.نت (الإنجليزية)